# Cartmanland – Cartman saját vidámparkja
A Cartmanland – Cartman saját vidámparkja (Cartmanland) a South Park című amerikai animációs sorozat 71. része (az 5. évad 6. epizódja). Elsőként 2001. július 25-én sugározták az Amerikai Egyesült Államokban.
Az epizódban Eric Cartman saját vidámparkra tesz szert, melybe csak ő léphet be, de öröme nem tart sokáig...

## Cselekmény
|  | Alább a cselekmény részletei következnek! |

Eric Cartman nagymamája meghal, egymillió dolláros örökségét pedig mindenki megdöbbenésére kedvenc unokájára hagyja (mivel végrendelete szerint a többi családtagja úgy is csak drogra költenék el a pénzt). Ezen felvidulva Cartman az összes pénzt egy saját vidámparkra költi, ahol végre egyedül játszhat, nem kell sorban állnia, és megtilthatja mások számára a belépést. Ezzel egyidőben Kyle Broflovski súlyos aranyérben szenved és állapotán az általa gyűlölt Cartman váratlan szerencséjének híre is sokat ront – a korábban vallásos Kyle a hír hallatán kezdi elveszíteni hitét Istenben. Egy televíziós reklám után, melyben Cartman rosszmájúan a vidámparkját reklámozza, ahová senkit sem fog beengedni (különösen Stan Marsht és Kyle-t nem), Kyle és barátja, Stan belopózik a parkba, de a szögesdróton fennakadva Kyle megsérül és tovább romlik az állapota, ezért kórházba kell mennie. Szülei, Gerald és Sheila Broflovski igyekeznek felvidítani őt Jób szenvedésének történetével, kevés sikerrel. Kyle a történet hatására, melyben Isten kegyetlen próbatételek elé állítja Jóbot, teljesen elveszíti istenhitét és az életkedvét. 
Cartman élvezi a saját vidámparkot, de Stan és Kyle látogatása után kénytelen biztonsági őrt felfogadni. Hogy az alkalmazott bérét ki tudja fizetni, Cartmannek be kell engednie pár embert a parkjába. Ahogy egyre több költség merül fel a parkkal kapcsolatban, Cartmannek egyre több embert kell beengednie és a vidámpark is nagyon jól kezd profitálni (mivel korábbi televíziós reklámjában megtiltotta az emberek számára a belépést a parkba, melyet sokan egy újszerű marketingfogásnak vélnek és Cartmant pénzügyi zseninek tartják emiatt). Cartman azonban az eredeti vételárért cserébe visszaadja a parkot korábbi tulajdonosának, mert idegesíti a látogatók tömege. Nemsokára viszont az adóhatóság emberei meglátogatják és a park eladásából befolyt összes bevételét elveszik adócsalás miatt, illetve Kenny szülei kártérítést is követelnek, mert Kenny McCormick korábban halálos balesetet szenvedett a parkban (melyre Cartman dühösen így felel: „Hülye vagy? Kenny mindig meghal!” – utalva Kenny majdnem minden epizódban szereplő elhalálozásaira). Cartman emellett 13 000 dolláros adótartozást is felhalmozott, de hiába próbálja meg visszavásárolni a parkot, annak új tulajdonosa hallani sem akar az üzletről.
Kyle a kórházban válságos állapotba kerül, az orvos szerint feladta a betegség elleni küzdelmet, így nincs esélye a túlélésre. Stan tanácsára szülei a vidámparkhoz viszik Kyle-t, ahol az végignézheti, ahogy a szánalomra méltó helyzetbe került és frusztrált Cartman az elveszett pénz miatt dühöng, majd – miután kövekkel dobálja meg a vidámparkot – a biztonsági őr, akit korábban még Cartman alkalmazott, könnygázzal fújja le. Cartman bukását látva Kyle szinte azonnal felépül betegségéből és ismét hinni kezd Istenben.